# Bunkstål
Bunkstål var smitt eller valsat stål i stänger, som avhöggs i korta stycken och förpackades i träkaggar om en mansbördas storlek, därav namnet bunk- eller kaggstål. 
Bunkstålet gick främst på export till Orienten, där det användes för att smida verktyg och vapen av.